# GTI Club supermini Festa!
『GTI Club supermini Festa!』（ジーティーアイクラブ スーパーミニ フェスタ）は、2008年にコナミデジタルエンタテインメントによって開発・販売されたアーケード用レースゲームである。GTI CLUBの後継機で、e-AMUSEMENTに対応している。
2010年2月25日にはWii版およびPSP版が『GTI Club ワールド シティ レース』のタイトルで発売された。

## 概要
ミニ クーパーやルノー・5アルピーヌといった欧州のコンパクトカー（日産・マイクラ=日本名:マーチのみ日本車）で市街地を走るバラエティドライブゲーム。
「渋滞抜け道レース」、「対戦鬼ごっこ」、「賞品争奪ゲーム」、「車サッカー」の4つのゲームモードが存在する（後のバージョンアップで「トマト祭り」、「コイン集め」、「2vs2車サッカー」の3つのゲームモードが追加される）。また、対戦鬼ごっこと賞品争奪ゲームとトマト祭りとコイン集めには、中央にポイントゲージが付く。
筐体は最大4人同時対戦が可能で、カフェの軒先をモチーフとした独特の風貌をしており、頭上には屋根がかかっているほか、シートの背後に取りつけられたインストラクションはブラックボード風のデザインになっている。ディスプレイも実車のように、鋭角的ではないものの手前に向かって傾斜している。ハンドルとシフトレバーはスリルドライブ3から流用している。
キャッチコピーは「クルマでこんなことがしてみたかった!」家庭用版では「カワイイだけのミニじゃない。」
アーケード版は2015年5月20日をもってe-AMUSEMENTサービスを終了した。

### 渋滞抜け道レース
プレイヤーは世界各地の市街地でラリーレースを行う。レースは4台で行われる。コースの随所にはチェックポイントがあり、タイムが0になる前に各チェックポイントにたどり着く必要がある。ゴール前にタイムが0になるとその時点でゲームオーバーとなる。
また、アザーカーも走っておりアザーカーと接触するとスピンしたりクラッシュしてタイムロスになることがある（一部コースでは路面電車や電車も走行している）。
このモードにはレベル選択が存在し、初級・中級では決められたコースしか走れないが、上級では近道を探して規定コースよりも早くゴールしたり、必要に応じて逆走したりすることもできる。また、中級では、一周するごとにコースが変化する（タイムアタックのみ4周目は一周目と同じコースになる）。
収録コースはフランスとイギリスの2つのコースがあるが後のバージョンアップでアメリカとイタリアの2コースが、家庭用版では日本コースが追加された。ちなみに日本コースは後に同社のレースゲーム『ロードファイターズ』に初級が首都高コース・中級が市街地コースとして使用されている。

### 爆弾鬼ごっこ
舞台はフランス
ゲームがスタートすると同時にプレイヤーの中の1人に爆弾が付き、そのプレイヤーは爆弾を他のプレイヤー車に体当たりして押し付ける必要がある。制限時間終了時に爆弾を持っていたプレイヤー車は爆発し、ポイントが減少する。
三回勝負で行われる。なお、回を重ねるごとに爆弾の威力が増していく。
以降のモードについてはミッションはオートマチックで固定され、シフトレバーは前進/後退のセレクトレバーとして機能する。

### 賞品争奪ゲーム
舞台はイギリス
プレイヤーは、スタートすると同時に賞品を他のプレイヤーと奪い合う。賞品を奪ったり、持ち続けたりすればポイントが増加し、賞品が奪われたりすれば減少する。商品には旅行券などが入っている場合があり、その場合は「賞品はフィクションです」と表示される。

### 車サッカー・2vs2車サッカー
舞台はイギリスコース内のサッカー場
プレイヤーは、大型のサッカーボールを他のプレイヤーと奪い合って、指定されたゴール（通常のサッカーと違い四隅にある）にボールを入れていく。通常は1点だが、残り時間が少なくなるとゴールデンボールが登場。これを入れると2点加算される。
また、2vs2車サッカーでは2vs2のチーム戦で行われる。（アーケード版では2人とも選択している必要があったが家庭用版では1人プレイだとCOMが味方になる。）

### トマト祭り
舞台はイタリア
プレイヤーはトマトバズーカで他のプレイヤーに攻撃する。
トマトバズーカはビューチェンジボタンで発射、3発まで発射できる。（すぐに満タンになる）
1発あたるとライフが減り、ライフが0になるとダウン。また、ダウンさせるとライフが1回復する。

### コイン集め
舞台はアメリカ
プレイヤーは散らばっているコインを集める。
コインは銅・銀・金の3種類。
他のプレイヤーの後ろからぶつけるとコインをばら撒くことができる。

### クエストモード・マルチクエスト
家庭用版で追加
上記のすべてのモードで行われるが「渋滞コインレース」、「3分耐久爆弾鬼ごっこ」などといったものもある。
また、マルチクエストでは「みんなで玉ころがし」、「みんなでトマトで的あて」といったものもある。
アーケード版では特定条件を満たすか大会で入賞しないと入手できなかったデザインがクエストモードで一定条件を満たすと入手できるようになった。

## 登場車種
以下の12台のコンパクトカーをプレイヤーカーとして使用できる。
- モーリス・ミニクーパー 1275S Mk-1
- BMWミニ・クーパーS
- フォルクスワーゲン・ポロ GTI（4代）
- フォルクスワーゲン・ゴルフ GTI 16V（2代）
- フォルクスワーゲン・ゴルフ GTI（初代）
- フィアット500 アバルト（3代）
- フィアット500 アバルト 695SS（2代）
- アウトビアンキA112 アバルト
- ランチア・デルタ HF 4WD
- プジョー207 GTi
- ルノーR5 アルピーヌ V6ターボ
- 日産・マイクラ（K12）

家庭用版では以下の4台が追加され全16車種となる。
- アルファロメオ・ミト
- フォード・フォーカス
- ルノー・クリオ・スポール V6
- ルノー・メガーヌ・スポール R.S.

### デザイン
アーケード版では初期状態およびカード未使用・オフラインではデザインは3つだがある条件を満たすと追加される（中にはノーマル仕様、パトカーやタクシーを模したデザインがある）。特定条件を達成したり、定期的に開催されるイベント「スーパーミニ・フェスタ！」で上位入賞すると特殊なデザインの車が登場することがある。この隠しデザインの中には『beatmania IIDX』や『クイズマジックアカデミー』（家庭用版では『武装神姫』が追加）のキャラクターがデザインされた「痛車」となっているもの（家庭用版では「ダウンロード限定ドレスアップパターン」かクエストで入手できる）。
家庭用版では初期状態ではデザインがノーマル仕様となったが新たにエアロパーツとホイールが追加されデザインが追加された。中には実在するレーシングカーを模したデザインもある（たとえばデルタならWRC仕様）、一部デザインはランキングに登録することで「ダウンロード限定ドレスアップパターン」を入手できる。

## 備考
- 稼働当初から日本国内での設置台数が非常に少なかったことが、コナミ公式サイト上の設置店舗情報において確認されており、2010年8月現在の現存数も非常に少ない。